# Візі-стріт
Візі-стріт (англ. Vesey Street) — вулиця в Нью-Йорку, що тягнеться на схід-захід у Нижньому Мангеттені. Вулиця названа на честь преподобного Вільяма Весі (1674–1746), першого настоятеля сусідньої Троїцької церкви.

## Історія
На перехресті Візі та Вест-стріт розташовувався Вашингтонський ринок, головний продуктовий ринок міста. Заснований у 1812 році, його розташування поблизу доків сприяло переміщенню товарів.
До будівництва Всесвітнього торгового центру він проходив як безперервна вулиця від Бродвею до річки Гудзон. Станом на 2013 рік це все ще безперервна вулиця, але вона має чотири розривні сегменти зі змішаним використанням:
- Від Бродвею до Черч-стріт для автомобілів і пішоходів.
- Від Черч-стріт до Вест-стріт для дозволених транспортних засобів і пішоходів. Ця частина була розширена під час будівництва Всесвітнього торгового центру та відокремлює ВТЦ на південній стороні вулиці від будівлі Verizon на північній стороні вулиці.
- У Батері-Парк-Сіті від Вест-стріт до Норт-Енд-авеню для транспортних засобів і пішоходів.
- Від Норт-Енд-авеню до річкової тераси та меморіалу голоду в Ірландії, лише для пішоходів.

Східне продовження вулиці на Бродвеї — Енн Стріт.